# Гординський Омелян Васильович
Омелян Васильович Гординський (30 серпня 1891 с. Старуня — квітень-травень 1940) — український громадсько-політичний діяч, адвокат, член Сенату Другої Речі Посполитої (5 каденція — 1938—1939 рр.). Жертва Катинського розстрілу.

## Біографія
В 1909 закінчив гімназію у Станиславові і вивчав право у Львівському університеті.
Під час Першої світової війни служив в 24 полку піхоти Австро-Угорщини.
В 1918 році — керівник операційного відділу 7 бригади 3 української дивізії.
Працював адвокатом.
Сенатор Сейму Другої Речі Посполитої (5 каденція — 1938—1939 рр.).
11 лютого 1940 арештований НКВД. Прізвище знаходиться у т. зв. Українському катинському списку за номером 1877.
У 2012 перепохований на польському військовому кладовищі на території заповідника Биківнянські могили.
Омелян Гординський вшанований на меморіальній таблиці відкритій 3 липня 1999 року в будинку Сенату РП на честь сенаторів ІІ РП, які загинули під час Другої світової війни та післявоєнних репресій.